# Snacks (Supersize)
Snacks (Supersize) è il primo album in studio del DJ britannico Jax Jones, pubblicato il 6 settembre 2019 dalle etichette discografiche Polydor Records e Universal Music.
Tale album pubblicato successivamente al primo EP, Snacks, contiene collaborazioni con svariati artisti, tra cui MNEK, Tove Lo, Raye, Bebe Rexha, Demi Lovato.

## Descrizione
L'album fa parte di un progetto sperimentale ideato dal capo marketing di Polydor, Stephen Hallowes, che comprende il continuo sviluppo dell'EP precedente, Snacks, aggiungendo ad esso dei brani anche dopo la sua pubblicazione iniziale. In questo modo si è completamente formato l'album di debutto.

## Promozione
In promozione all'album viene pubblicato un unico singolo, This Is Real in collaborazione con Ella Henderson, il 27 settembre 2019.

## Accoglienza
Narzra Ahmed dalla rivista Clash ha descritto l'album come una grande raccolta di svariate hit, aggiungendo che non è così semplice portare un album come quest'ultimo.
| Recensione | Giudizio |
| ---------- | -------- |
| Clash      | 7/10     |

## Tracce
Musiche di Jax Jones e Mark Ralph eccetto dove indicato.
1. House Work (feat. Mike Dunn, MNEK) – 2:37 (testo: Timucin Aluo, Uzoechi Emenike)
2. Jacques (feat. Tove Lo) – 3:23 (testo: Timucin Aluo Ebba T. Nilsson Mark Ralph Emenike)
3. You Don't Know Me (feat. Raye) – 3:32 (testo: Timucin Aluo, Uzoechi Emenik, Rachel Keen, Janée Bennett, Walter Merziger, Arno, Kammermeier, Peter Hayo, Patrick Bodmer, Philip D. Young)
4. Harder (feat. Bebe Rexha) – 2:40 (testo: Timucin Aluo, Bleta Rexha, Camille Purcell, Steve McCutcheon – musica: Jax Jones, Steve Mac)
5. Ring Ring (feat. Rich the Kid, Mabel) – 3:38 (testo: Timucin Aluo, Uzoechi Emenike, Mark Ralph, Mabel McVey Marlon McVey-Roudette, Purcell)
6. Instruction (feat. Demi Lovato, Stefflon Don) – 2:45 (testo: Timucin Aluo, Uzoechi Emenike, Demetria Lovato, Stephanie Allen)
7. Play (feat. Years & Years) – 3:06 (testo: Timucin Aluo, Uzoechi Emenike, Oliver Thornton, Mark Ralph)
8. 100 Times – 3:06 (testo: Timucin Aluo, Uzoechi Emenike Mark Ralph, James Norton)
9. Breathe (feat. Ina Wroldsen) – 3:27 (testo: Timucin Aluo, Uzoechi Emenike, Fredrik Gibson, Ina Wroldsen, William Clarke)
10. Cruel – 4:26 (testo: Timucin Aluo, Uzoechi Emenike, Mark Ralph, Madison Love, Brett McLaughlin)
11. All Day and Night (feat. Martin Solveig, Madison Beer) – 2:49 (testo: Timucin Aluo, Martin Picandet, Rebecca Hill, Purcell, Mark Ralph, Hailee Steinfeld, Janée Bennett – musica: Jax Jones, Martin Solveig, Mark Ralph)
12. One Touch (feat. Jess Glynne) – 3:17 (testo: Timucin Aluo, Jessica Glynne, Janée Bennett)
13. All 4 U – 3:09 (testo: Timucin Aluo, Uzoechi Emenike, Robert Harvey, James Norton, Rowan Harrington – musica: Jax Jones, Mark Ralph, Secondcity, Tieks)
14. This Is Real (feat. Ella Henderson) – 3:19 (testo: Timucin Aluo, Uzoechi Emenike, Gabriella Henderson, Maegan Cottone – musica: Jax Jones, Mark Ralph, Tommy Forest)
15. Tequila Time (Outro) – 2:47 (testo: Timucin Aluo, Jamie Lidell)

### Tracce bonus dell'edizione giapponese
1. All Day and Night (Axwell Remix) (with Martin Solveig, Madison Beer) – 3:21 (testo: Timucin Aluo, Martin Picandet, Rebecca Hill, Purcell, Mark Ralph, Hailee Steinfeld, Janée Bennett)
2. Play (Illyus & Barrientos Remix) (with Years & Years) – 3:31 (testo: Timucin Aluo, Uzoechi Emenike, Oliver Thornton, Mark Ralph)
3. You Don't Know Me (Sonny Fodera Remix) (with Raye) – 6:14 (testo: Timucin Aluo, Uzoechi Emenik, Rachel Keen, Janée Bennett, Walter Merziger, Arno, Kammermeier, Peter Hayo, Patrick Bodmer, Philip D. Young)

## Classifiche
| Classifica (2019) | Posizione massima |
| ----------------- | ----------------- |
| Paesi Bassi       | 42                |
| Belgio (Fiandre)  | 38                |
| Belgio (Vallonia) | 157               |
| Norvegia          | 17                |